# Gorgopas agylla
Gorgopas agylla är en fjärilsart som beskrevs av Paul Mabille 1897. Gorgopas agylla ingår i släktet Gorgopas och familjen tjockhuvuden. Inga underarter finns listade i Catalogue of Life.